# El cervell de Donovan
El cervell de Donovan (títol original en anglès: Donovan's Brain) és una pel·lícula estatunidenca dirigida per Felix E. Feist, estrenada el 1953. Ha estat doblada al català.

## Argument[2]
Una altra versió de la novel·la de Curt Siodmak sobre un científic que es queda el cervell d'un cruel milionari (Donovan) que mor en un accident d'aviació a prop de la casa del professor Patrick Cory, que realitza experiments sobre el cervell. Cory decideix extreure el cervell del cadàver i mantenir-lo viu de manera artificial. Tanmateix, el cervell es va apropiant progressivament de la voluntat del científic quan intenta comunicar-se amb ell telepàticament.

## Repartiment
- Lew Ayres: El Doctor Patrick J. Cory
- Gene Evans: El Doctor Frank Schratt
- Nancy Davis: Janice Cory
- Steve Brodie: Herbie Yocum
- Tom Powers: El conseller de Donovan
- Lisa Howard: Chloe Donovan
- James Anderson: El cap Tuttle
- Victor Sutherland: Nathaniel Fuller
- Michael Colgan: Tom Donovan
- Peter Adams: Mr. Webster
- Harlan Warde: Brooke, l'agent del tresor
- Shimen Ruskin: Tailor

## Al voltant de la pel·lícula
- La novel·la de Curt Siodmak va ser adaptada per primera vegada per George Sherman amb The Lady and the Monster (1944), després per Freddie Francis amb The Brain (1962).
- Nancy Davis, que interpreta el paper de Janice Cory, és el pseudònim de Nancy Reagan, que va ser l'esposa del 40e president dels Estats Units d'Amèrica, Ronald Reagan.